# فیدیرانا
فیدیرانا (به لاتین: Fidirana) یک منطقهٔ مسکونی در ماداگاسکار است که در ناحیه بتافو واقع شده‌است. فیدیرانا ۲۵٬۰۰۰ نفر جمعیت دارد و ۱٬۱۱۵ متر بالاتر از سطح دریا واقع شده‌است.